# Dangu
För andra betydelser, se Dangu (olika betydelser).
Dangu är en kommun i departementet Eure i regionen Normandie i norra Frankrike. Kommunen ligger i kantonen Gisors som tillhör arrondissementet Les Andelys. År 2022 hade Dangu 542 invånare.

## Befolkningsutveckling
Antalet invånare i kommunen Dangu
Referens:INSEE